# Coudekerque-Village
Coudekerque-Village (westflämisch: Koukerke oder Koudekerke) ist eine ehemalige französische Gemeinde mit zuletzt 1250 Einwohnern (Stand: 2013) im Département Nord, in der Region Hauts-de-France. Sie gehörte zum Kanton Coudekerque-Branche im Arrondissement Dunkerque. Die Bewohner nennen sich Coudekerquois.
Die ehemalige Gemeinde liegt drei Kilometer südlich der Innenstadt von Dünkirchen.
Mit Wirkung vom 1. Januar 2016 wurde Coudekerque-Village mit Téteghem zu einer Commune nouvelle unter dem Namen Téteghem-Coudekerque-Village fusioniert.

## Bevölkerungsentwicklung
| Jahr      | 1962 | 1968 | 1975 | 1982 | 1990 | 1999 | 2008 | 2013 |
| --------- | ---- | ---- | ---- | ---- | ---- | ---- | ---- | ---- |
| Einwohner | 514  | 580  | 620  | 628  | 903  | 1080 | 1180 | 1250 |

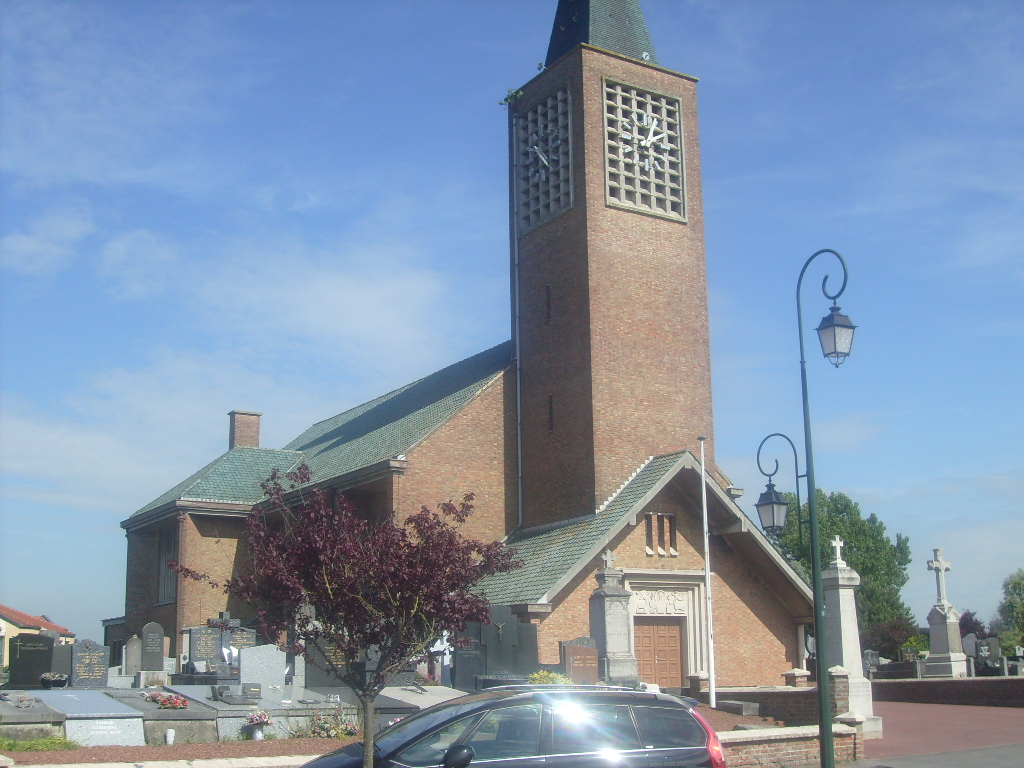
Kirche Saint-Michel
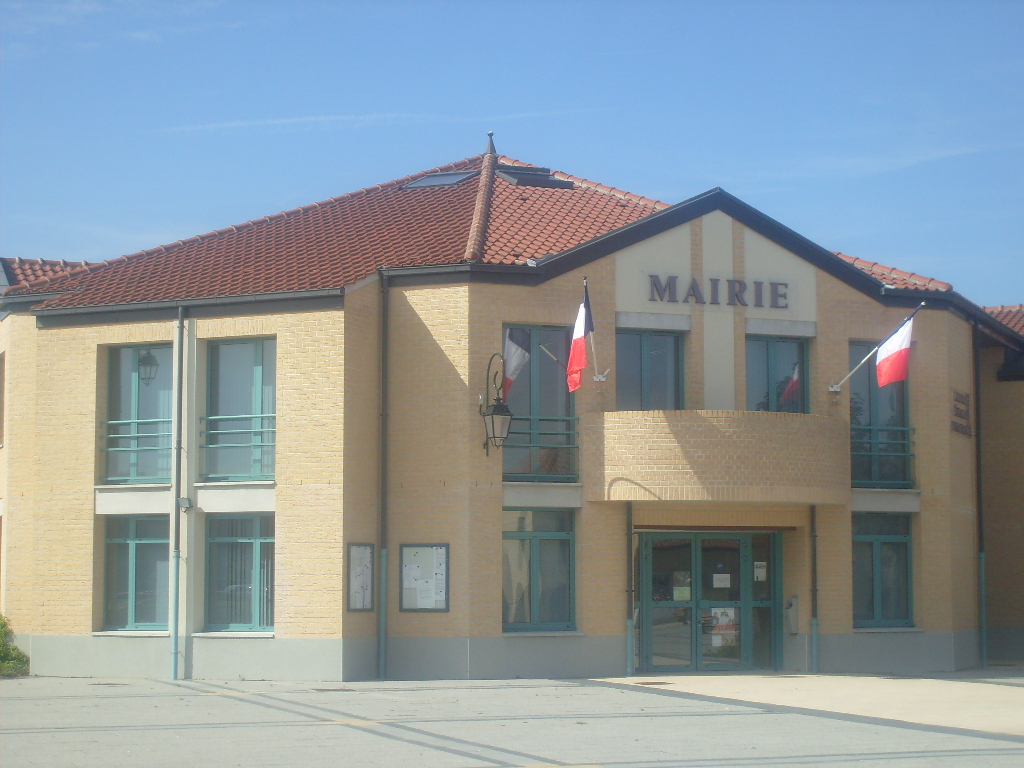
Ehemaliges Rathaus
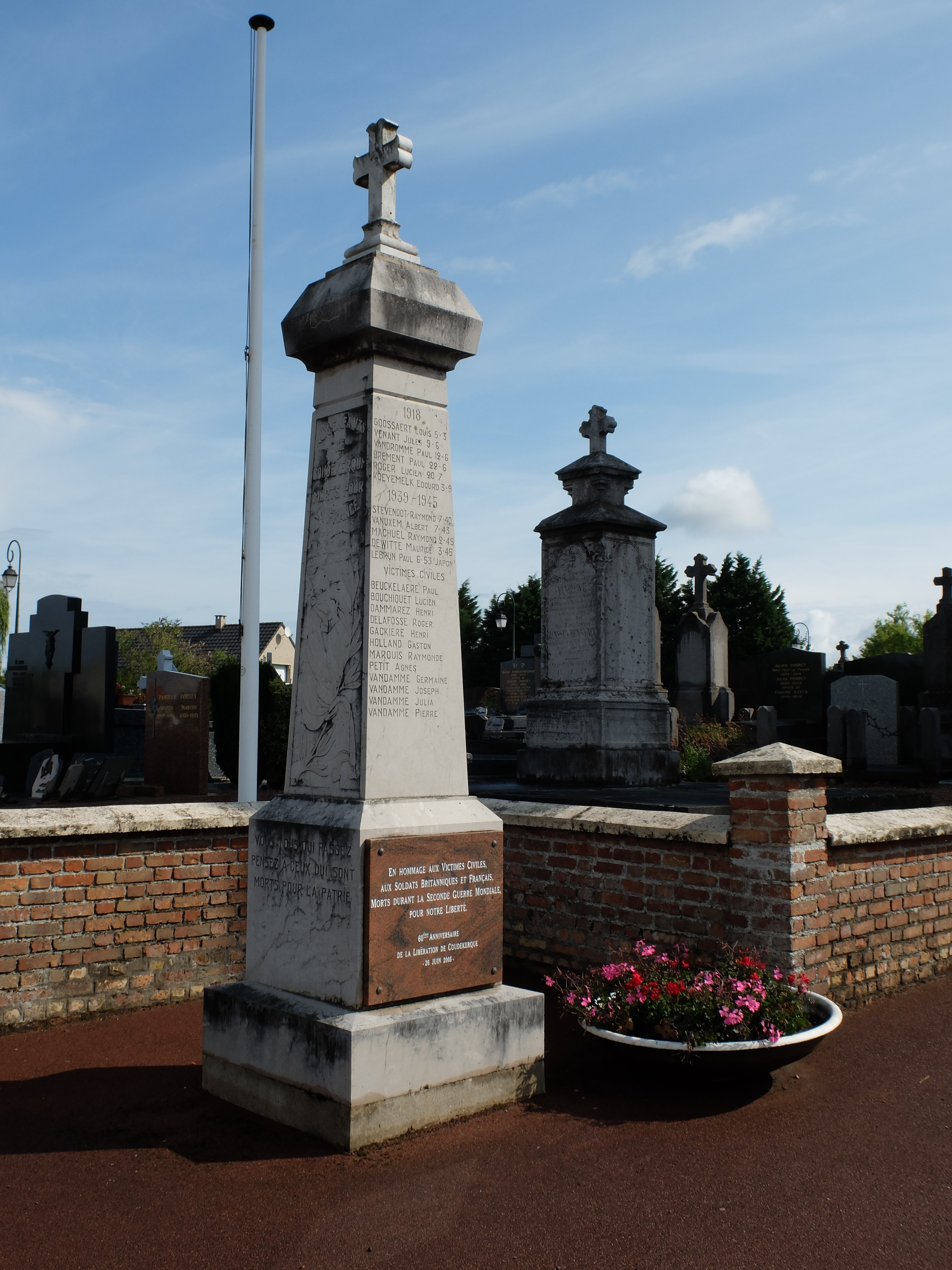
Gefallenendenkmal

## Persönlichkeiten
- Bruno Metsu (1954–2013), Fußballspieler und -trainer